# Mot clé
 (août 2016).
Si vous disposez d'ouvrages ou d'articles de référence ou si vous connaissez des sites web de qualité traitant du thème abordé ici, merci de compléter l'article en donnant les références utiles à sa vérifiabilité et en les liant à la section « Notes et références ».
Un mot clé (orthographié aussi mot-clé, mot clef ou mot-clef) est un mot ou un groupe de mots utilisé pour caractériser le contenu d’un document et permettre une recherche d'informations. Une liste de mots clés permet ainsi de préciser les thématiques du document.
Dans le cadre de la recherche d'informations, les termes de recherche sont autant que possible convertis en mots clés au moyen d'un thésaurus documentaire correspondant à la manière dont sont indexés les documents.

## Info-documentation
Une liste de mots clés permet de définir les thématiques principales et secondaires représentées dans un document. Selon l’usage qu’on en fait et le but poursuivi, le mot clé a une fonction différente : pour les documentalistes, il est utilisé pour caractériser le contenu d’un document ; pour le demandeur, il va permettre de désigner les thèmes et notions du sujet étudié et traduire l’objet de la recherche. Le mot clé peut avoir une utilité pour la lecture sélective et l’interrogation de base de données.
Pour qu’un mot clé soit pertinent et fonctionne, il faut qu'il soit reconnu par un outil de recherche dans un index déjà constitué.

## Recherche internet
Dans une recherche Internet, un mot clé est un terme pertinent utilisé pour trouver les pages Web correspondantes. Le terme a été popularisé aux débuts du développement des moteurs de recherche internet : Il était impossible de poser des questions en langage naturel pour trouver les pages appropriées, mais les recherches donnaient les meilleurs résultats si les recherches portaient sur quelques mots clés choisis. Ces « mots clés » reflétaient l'essence du thème recherché ; ils étaient susceptibles d'être présents sur tous les sites référencés par le moteur de recherche.
Bien des moteurs de recherche modernes ont des méthodes (basées sur des algorithmes de recherche tenus secrets) pour déterminer quels mots dans un champ de recherche sont importants et doivent être traités. Les mots communs tels que les articles (a, un, le) et les conjonctions (et, ou, mais) ne sont pas traités comme mots clés car il serait inefficace de procéder ainsi. Un mot clé doit être pertinent et être porteur de sens.